# Hoeloebalang

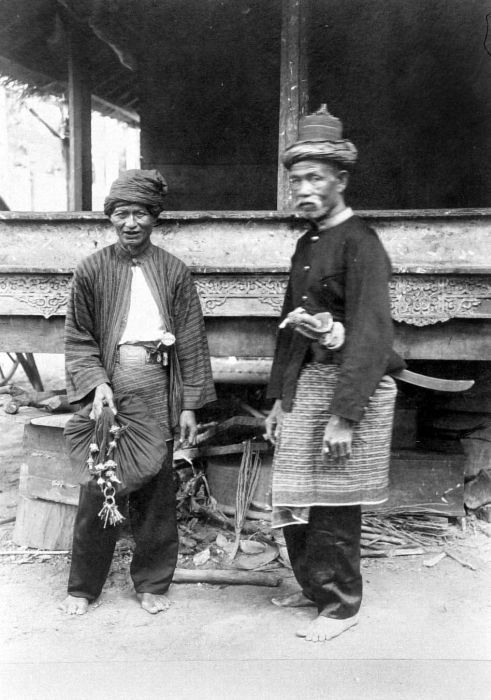
De oelèëbalang Wabil met volgeling (Atjeh) TROPENMUSEUM TMnr 10001702

Hoeloebalang (ook: oeloebalang; Indonesisch en Maleis: hulubalang; in Jawi: هولوبالڠ) is de Maleise aanduiding voor een aanvoerder in de strijd. Tegenwoordig betekent het zo veel als commandant in het leger. Daarnaast zijn er ook afgeleide betekenissen ontstaan: bestuurder van een bepaald gebied, functionaris bij de politie of lijfwacht.

## Herkomst van het woord
Het woord is een samenstelling van twee woorden. Het eerste is het oude Maleise woord (h)ulu dat "hoofd" betekent. Het tweede is het Sanskriet bala (बल), in het algemeen "kracht", maar ook meer specifiek "troepen" of "leger". Het duidt dus de voornaamste strijder aan: de voorvechter of de kampioen, de aanvoerder of het legerhoofd.

## Oorspronkelijke rol
Oorspronkelijk waren hoeloebalangs de meest bedreven vechters in dienst van  Maleise vorsten en hun familie. Zij konden als kampioen voor het vorstenhuis in het krijt treden, functioneren als hun beveiligers, aanvallen doen op hun vijanden of in hun opdracht tegenstanders of gijzelaars ontvoeren.

## Commandant in Maleisische staten
De Maleise Kronieken (Maleis: Sejarah Melayu) vermelden dat het sultanaat Singapore in de veertiende eeuw boven de hoeloebalangs ook een hoofd-hoeloebalang (hulubalang besar) aanstelde: de Tun Tempurung Gemerentak.
Hoeloebalangs onder een hoofd-hoeloebalang vormden tot de koloniale periode ook de kern van de defensie van het sultanaat Malakka.
In sommige Maleise staatjes was hoeloebalang de titel van een van de hoogste bestuurders.
De hoogstens honderd personen die als onderscheiding werden opgenomen in de tot 1989 bestaande vierde klasse van Orde van de Kris van Staat van Perak kregen de rang hulubalang.
Het sultanaat Brunei kent nog een traditioneel niet-adellijk ambt manteri hulubalang.

## Oelèëbalang in Atjeh
In de 17e eeuw wees de sultan van Atjeh, Iskander Moeda, de hoofden binnen het sultanaat aan als zijn hoeloebalangs om meer invloed over hen te kunnen uitoefenen. Zij bleven zich beijveren om de positie van hun eigen geslacht te versterken en zo min mogelijk afhankelijk te zijn van de sultan. De Atjehse oelèëbalang was daarmee vooral de voornaamste bestuurder van een gebied, een moekim. Zij verkregen  inkomsten uit pepertuinen, waar zij de bevolking in herendiensten liet werken. Verder gingen zij ook over leven en dood, huwelijk en berechting over hun onderdanen. Dit kon tot verzet bij de bevolking leiden.
Daarnaast verleende de sultan de titel soms als eerbewijs aan belangrijke functionarissen, zonder dat zij een aan het hoofd van een gebied stonden, de oelèëbalang pòteu.
Tijdens de Atjehoorlog ondervonden de Nederlandse troepen die dit sultanaat tussen 1870 en 1918 veroverden veel tegenstand van de fanatieke plaatselijke oelèëbalang.
In de koloniale periode wees het Nederlands-Indische gouvernement oelèëbalangs aan, ongeveer op de manier waarop dat op Java met regenten gebeurde.

## Politieman in Minangkabau
In Minangkabau had op lokaal niveau elke soekoe een doebalang die als schout of politieman optrad. Hij had vooral een taak als er geweld gebruikt moest worden. 
Dit woord is een verbastering van hoeloebalang. 
Deze functiebenaming bleef binnen de gemeenten binnen Sumatra's Westkust in Nederlands Indië gehandhaafd.

## Lijfwacht
In het spraakgebruik ontstond ook de betekenis van "lijfwacht". Voormalige inheemse soldaten die zich lieten inhuren om mensen te beveiligen werden ook oloebalang of doeb(e)lang genoemd.